# Сквален
Сквален (2,6,10,15,19,23-гексаметилтетракоза-2,6,10,14,18,22-гексаєн) — ациклічний тритерпен із 6-ма подвійними (ненасиченими) зв'язками (побудований з шести ланок ізопрену), проміжна ланка в біосинтезі холестерину. Належить до групи каротиноїдів. Назва походить від лат. squalus — акула. Безбарвна в'язка рідина з температурою кипіння 254 °C при 5 мм рт. ст. Легко розчинний у петролейному ефірі, діетиловому ефірі, ацетоні. Погано розчинний у оцтовій кислоті та етанолі. У воді не розчиняється. Міститься у кількості до 40 % у риб'ячому жирі, жирі печінки акули, маслиновій, бавовняній і лляній оліях тощо.
За результатами експериментальних і клінічних досліджень, сквален, що міститься в олії з амаранту, має позитивний вплив на ліпідний обмін. Під дією сквалена відзначене зниження вмісту холестерину й тригліцеридів у крові.